# Јонски ред
Јонски ред (или јонски стил) је један од три реда организационог система класичне архитектуре. Друга два реда су дорски и коринтски. У античкој грчкој архитектури два основна реда су дорски и јонски, док је коринтски изведен из јонског. Постоје такође и два нижа реда, дебљи тоскански ред и богатија варијанта коринтског, сложени ред.
Јонски ред потиче из 6. вијека п. н. е. у Јонији југозападном обалном подручју и острвима Мале Азије који су населили Јонски Грци гдје се говорио јонски дијалект грчког језика. Јонски ред се употребљавао у Грчкој у 5. вијеку п. н. е. Први од многих јонски храмова, који је стaјао само неколико деценија прије него је срушен у земљотресу, био је Храм Хере на Самосу изграђен око 570. - 560. п. н. е. по архитекти Роикос. Храм је био склониште богиње. Дуготрајнији јонски храм из 6. вијека п. н. е. је био Артемидин храм у Ефесу који је један од седам свјетских чуда.
За разлику од грчког дорског реда, јонски стубови обично стоје на постољу који одваја осовину стуба од стилобата или платформе од капитела. Капител јонског стуба има карактеристичне спиралне увојке који су постављени на обликовану капу (ехинус) стуба.
У првим верзијама увојци на капителу су били постављени у једној равни да би се накнадно установило да се могу поставити под углом на угловима капитела. Ова модификација је учинила Јонски ред прихватљивији од Дорског реда гледајући на композицију са критичне стране у 4. вијеку п. н. е.. Са постављањем увојака под угао постигло се да увојци једнако изгледају са предње као и бочних страна.
У 16. вијеку архитекта и теоретичар Вичензо Скамоци дизајнирао је скоро савршену верзију овог четвоространог јонског капитела која је постао вид стандарда. Због овог, кад је Грчки јонски ред поново уведен у касном 18. вијеку, за вријеме Грчке реафирмације, грчки јонски стил је одавао чар архаичне новости и примитивног виталитета.
Јонски стубови су готово увијек канелурирани. Испод увојака, јонски стуб може имати и широк прстен који одваја капител од канелуралног трупа. Број канерула на трупу стуба је стандардизован на 24. Са овом стандардацијом одржала се канелурација у пропорционалном одмјеру са било којом величином стуба чак и кад је висина била преизражена. На римским ступовима канелурација оставља мању површину ступа између сваке канелуре док на грчком стубу канелуре се спајају у оштри руб.
Јонски стуб је увијек био тањи од дорског. Јонски стубови су 8 или 9 дијаметара ступа високи а чак и виши у каснијим верзијама Грчке реафирмације 19. вијека.
Главни вијенац који сједи на ступовима има три компоненте: обични архитрав подијељен у двије а понекад три пруге, са фризом који може бити скулптурно уобличен и вијенац направљен од зубаца, са круном и сима декоративном пластиком, који држи истурени кров.